# Musée d'Art de l'université de Princeton
Le musée d’Art de l’université de Princeton (Princeton University Art Museum) est la galerie d'art de l'université de Princeton.
Fondé en 1882, il possède maintenant plus de 60 000 œuvres d'art qui s'étendent de l'Antiquité à la période contemporaine.

## Historique
Le musée accueille à compter de 1976 des œuvres majeures appartenant à la Henry and Rose Pearlman Foundation, laquelle annonce en 2025 offrir cette collection à trois autres établissements américains : le Brooklyn Museum, le Museum of Modern Art et le musée d'Art du comté de Los Angeles. Entre les deux dates, l'institution de Princeton expose ainsi, notamment, le Portrait de jeune femme de Gustave Courbet (vers 1845), la Jeune Femme au chapeau rond d'Édouard Manet (vers 1877-1879), La Diligence de Tarascon de Vincent van Gogh (1888), la Citerne au parc du Château Noir de Paul Cézanne  (vers 1900) ou encore Jean Cocteau et Léon Indenbaum par Amedeo Modigliani, tous deux de 1916.

## Collections
- Suiveur de Jérôme Bosch, Le Christ devant Pilate (vers 1520)
- Abraham Bloemaert, Les Quatre Évangélistes (1612-1615)
- Antoine van Dyck, Le Christ au roseau (1628-1630)
- Gerrit van Honthorst : Artémise (vers 1635)
- Yvette Alde, Nature morte[1]
- Jean-Michel Basquiat : Notary (1983)